# Challenger de Little Rock 2023
El torneo Little Rock Challenger 2023, denominado por razones de patrocinio UAMS Health Little Rock Open fue un torneo de tenis perteneció al ATP Challenger Tour 2023 en la categoría Challenger 75. Se tratóa de la 4ª edición; el torneo tuvo lugar en la ciudad de Little Rock (Estados Unidos), desde el 29 de mayo hasta el 4 de junio de 2023 sobre pista dura al aire libre.

## Jugadores participantes del cuadro de individuales
| Favorito | País                      | Jugador                   | Rank1 | Posición en el torneo |
| -------- | ------------------------- | ------------------------- | ----- | --------------------- |
| 1        | Bandera de China Taipéi   | Tung-lin Wu               | 182   | Segunda ronda         |
| 2        | Bandera de Estados Unidos | Nicolas Moreno de Alboran | 187   | Segunda ronda         |
| 3        | Bandera de Australia      | Marc Polmans              | 194   | Primera ronda         |
| 4        | Bandera de Francia        | Antoine Escoffier         | 202   | Semifinales           |
| 5        | Bandera de Japón          | Yasutaka Uchiyama         | 221   | Primera ronda         |
| 6        | Bandera de Argentina      | Juan Pablo Ficovich       | 223   | Primera ronda         |
| 7        | Bandera de Túnez          | Aziz Dougaz               | 226   | Cuartos de final      |
| 8        | Bandera de Estados Unidos | Tennys Sandgren           | 244   | Segunda ronda         |

- 1 Se ha tomado en cuenta el ranking del 22 de mayo de 2023.

### Otros participantes
Los siguientes jugadores recibieron una invitación (wild card), por lo tanto ingresan directamente al cuadro principal (WC):
- Tristan Boyer
- Aidan Mayo
- Nathan Ponwith

Los siguientes jugadores ingresan al cuadro principal tras disputar el cuadro clasificatorio (Q):
- Peter Gojowczyk
- Maks Kaśnikowski
- Christian Langmo
- Adam Walton
- Michael Zheng
- Beibit Zhukayev

## Campeones

### Individual Masculino
- Mark Lajal derrotó en la final a  Beibit Zhukayev, 6–4, 7–5

### Dobles Masculino
- Nam Ji-sung /  Artem Sitak derrotaron en la final a  Alexis Galarneau /  Nicolas Moreno de Alboran, 6–4, 6–4